# ام‌دی‌یو ریسورسز
ام‌دی‌یو ریسورسز (انگلیسی: MDU Resources) شرکت انرژی آمریکایی است، که در سال ۱۹۲۴ تأسیس شد.